# Оттфрід Нойбекер
О́ттфрід Нойбе́кер (нім. Ottfried Neubecker; 22 березня 1908 — 8 липня 1992) — німецький вексилолог і геральдист.
Народився в Шарлоттенбургзі, Берлін, Німеччина. Походив із родини університетських учителів. Навчався в Гейдельберзі, Женеві та Берліні. Працював експертом з геральдики і вексилології, хранителем мистецьких пам'яток в Міністерстві внутрішніх справ Німеччини (з 1926). Отримав звання доктора наук захистивши дисертацію «Німецькі герби 1806-1871» (1931). Через шлюб із єврейкою мав проблеми із німецькою владою в часи нацистського режиму. Після Другої світової війни жив у Східній Німеччині, звідки згодом втік зі своїм архівом (1962). Брав участь у 1-му Міжнародному вексилогічному конгресі (1965). Радник (1969—1973), президент (1973—1981) і генеральний секретар (1981—1983) Міжнародної федерації вексилогічних асоціацій (FIAV). Член Міжнародної геральдичної академії. Засновник, голова і почесний голова Німецького геральдичного товариства. Помер у Вісбадені, Німеччина. Нагороджений орденом За заслуги перед Федеративною Республікою Німеччина.

## Праці
- Neubecker, O.; Wolf, E. Die Reichseinheitsflagge. Heidelberg: Carl Winter, 1926.
- Neubecker, O.; Valentin, V. Die deutschen Farben. Leipzig: Quelle & Meyer, 1929.
- Neubecker, O. Das Deutsche Wappen 1806–1871. Kretschmer, Görlitz-Biesnitz 1931 (Berlin, Univ., Diss., 1931; auch in: Archiv für Sippenforschung und alle verwandten Gebiete. ISSN 0003-9403, Bd. 8, Nr. 9, 1931, S. 289–328).
- Neubecker, O. Deutsch und Französisch für Heraldiker. Verzeichnis und Übersetzung des in den Wappenbeschreibungen beider Sprachen enthaltenen Wortschatzes. Berlin: Stargardt, 1934 (Auch: Battenberg, München 1983, ISBN 3-87045-908-5).
- Neubecker, O. Fahnen und Flaggen. Leipzig: Staackmann, 1939.
- Neubecker, O. Oberkommando der Kriegsmarine: Flaggenbuch. (Flg.B.). Abgeschlossen am 1. Dezember 1939. Berlin: Reichdruckerei, 1939.
- Neubecker, O. Kleine Wappenfibel. Eine Einführung in die Heraldik für Leute von heute. Konstanz: Rosgarten Verlag, 1969.
- Neubecker, O. Fahne (militärisch). // Reallexikon zur Deutschen Kunstgeschichte (RDK). Bd. VI (1973), Sp. 1060–1168.
- Neubecker, O. Heraldik. Wappen – ihr Ursprung, Sinn und Wert. Frankfurt am Main: Krüger, 1977. ISBN 3-8105-1306-7.
- Neubecker, O. A Guide to Heraldry. New York: McGraw Hill, 1979. ISBN 0-07-046312-3.
- Neubecker, O.  Wappenkunde. München: Battenberg, 1980. ISBN 3-87045-188-2.
- Neubecker, O. Großes Wappen-Bilder-Lexikon der bürgerlichen Geschlechter Deutschlands, Österreichs und der Schweiz. München: Battenberg, 1985. ISBN 3-87045-906-9.